# Сен-П'єр і Мікелон
Сен П'єр і Мікелон (фр. Saint-Pierre-et-Miquelon) — автономне заморське співтовариство Франції (фр. Collectivité d'outre-mer, COM), розташоване на невеликих островах в Атлантичному океані, за 20 км на південь від канадського острова Ньюфаундленд у протоці Кабота. Єдина територія, що залишилася Франції від колишньої колонії Нова Франція. Колишня французька колонія, а з 1985 року — особлива територія Французької Республіки. 
Населення — 7051 мешканець (2009). Територія — 242 км². Офіційна валюта — євро.

## Історія

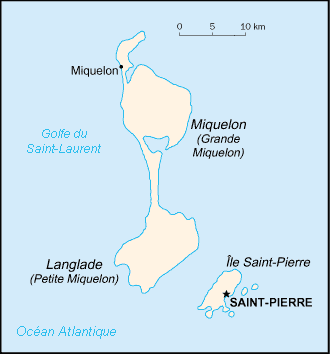
Карта архіпелага Сен П'єр і Мікелон

Офіційно вважається, що острови було відкрито 1520 року португальським мореплавцем Жозе Алваресом Фагендесом (José Álvarez Faguendes), який назвав їх «Архіпелагом одинадцяти тисяч дів». Проте точна дата першої висадки європейців невідома. Цілком припустимо, що острови відкрив Джон Кабот близько 1497 року.
Крім того, у XVI столітті (а можливо, й раніше) регіон часто відвідували баскські та бретонські рибалки. Саме вони 1604 року заснували на островах першу постійну базу.
1536 року Жак Картьє знову «відкрив» острови. Він і нарік головний острів Островом Святого Петра (старою французькою — Isle Sainct Pierre).
Тривалий час острови слугували базою для рибалок та китобоїв. Вони перебували у французькій сфері впливу.
За Паризькою мирною угодою 1763 року (Traité de Paris), після Семирічної війни, Франція остаточно втратила Нову Францію, але залишала собі Сен П'єр і Мікелон та право на рибну ловлю у затоці Сен-Лоран (Saint-Laurent).
Наприкінці XVIII століття острови кілька разів переходили з рук у руки, а 1778 року англійцям навіть вдалось депортувати французьке населення (яке потім повернулось).
Лише після поразки Наполеона, за часів короля Людовика XVIII, острови остаточно повернулися до Франції.
Під час Другої світової війни уряд Віші використовував острови для поширення своєї радіопропаганди серед франко-канадців. Проте 24 грудня 1941 року адмірал Еміль Мюзельє (Émile Muselier) за наказом генерала де Голля визволив цю територію.
У 1946 році територія отримала статус заморського департаменту Франції. 3 січня 1960 року через девальвацію франка і неспроможність відновити на островах економічне зростання подали у відставку 11 членів уряду з чотирнадцяти, разом із сенатором. З 1976 року — заморський регіон Франції, 1985 року отримав статус особливої території з правом на самоврядування, а після конституційної реформи 2003 року — особливий статус як заморська спільнота (фр. collectivité territoriale).  

## Галерея

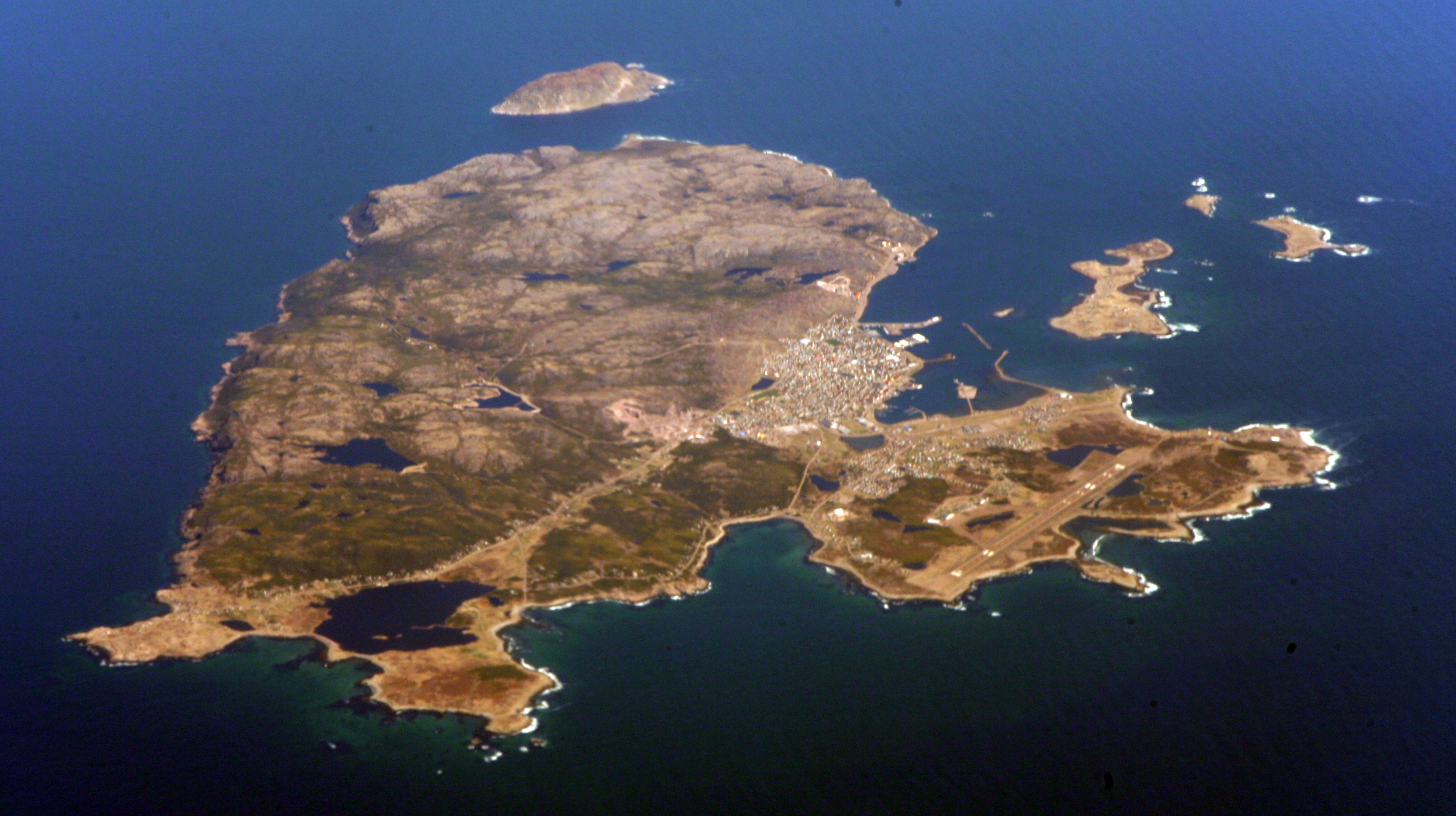
Сен-П'єр
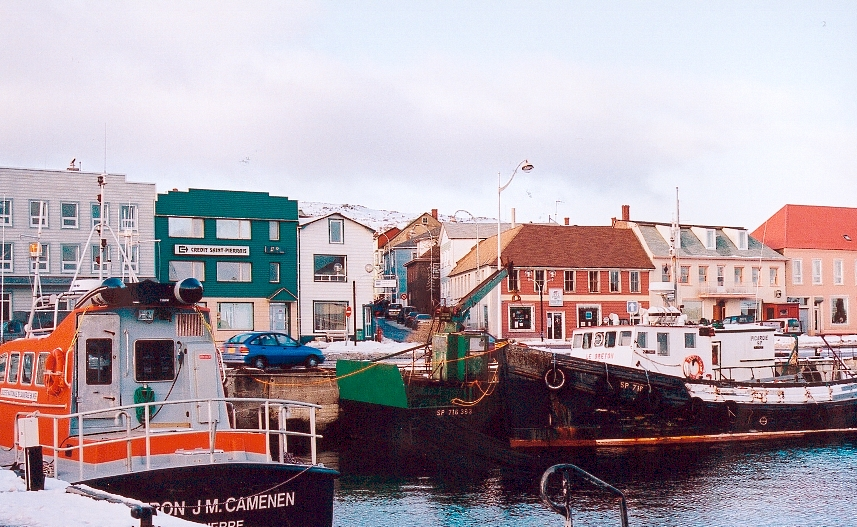
Порт Сен-П'єра
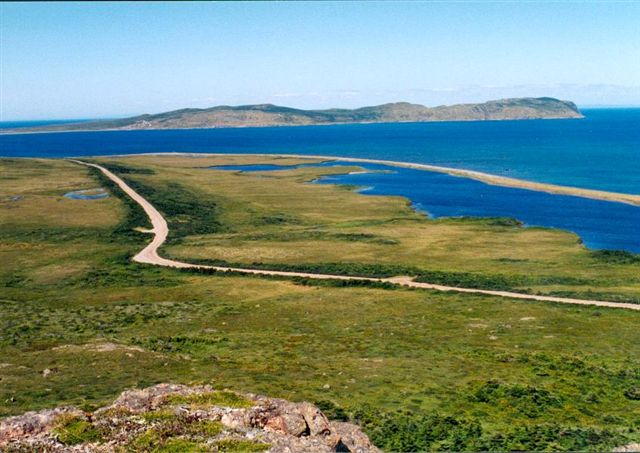
Пейзаж Мікелона